# Chirodica
Chirodica là một chi bọ cánh cứng trong họ Chrysomelidae.
Chi này được Germar miêu tả khoa học năm 1834.

## Các loài
Các loài trong chi này gồm:
- Chirodica cedarbergensis Biondi, 1998
- Chirodica denardisi Biondi, 1998
- Chirodica namibiana Biondi, 1998
- Chirodica outeniquensis Biondi, 1998
- Chirodica similfulva Biondi, 1998